# Mesopithecus

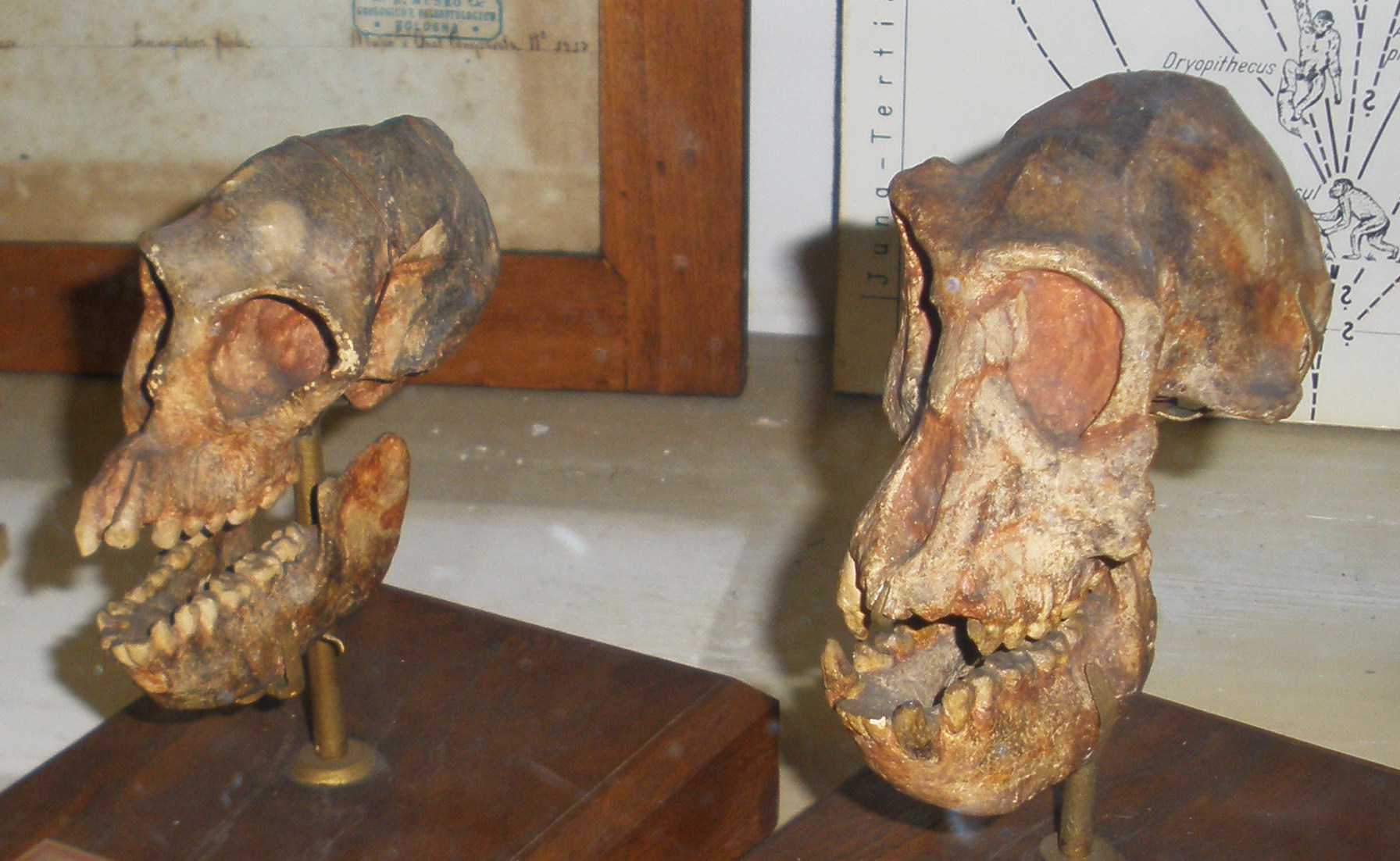
Cráneos de Mesopithecus pentelici

Mesopithecus (“mono medio”) es un género extinto del mono del Viejo Mundo  que vivió en Europa y el oeste de Asia hace 7-5 millones de años (Mioceno tardío), y del que se creía era un ancestro del semnopithecus; al respecto un reciente estudio determinó que podía estar más relacionado con el rhinopithecus y el pygathrix.
Esta especie medía 40 cm de largo, pareciéndose al macaco. Por otro lado, estaba adaptado tanto para caminar como para trepar, poseyendo un delgado cuerpo con miembros largos y musculares, además de dedos flexibles.